# La Cabana (Ferrol)
La Cabana[cita requerida] (llamada oficialmente Santo Antonio da Cabana) es una parroquia y una urbanización española del municipio de Ferrol, en la provincia de La Coruña, Galicia.

## Otras denominaciones
La parroquia también es conocida por los nombres de San Antonio da Cabana y San Antonio de La Cabana.[cita requerida]

## Entidades de población
Entidades de población que forman parte de la parroquia:
- Barca de Arriba (A Barca de Arriba)
- La Cabana (A Cabana)
- Carretera del Cruce (O Cruce)
- Montecoruto (Montecuruto)
- San Antonio (Santo Antonio)
- A Cabreira

## Demografía

### Parroquia
| Gráfica de evolución demográfica de La Cabana (parroquia) entre 2000 y 2019 |
|                                                                             |
| Datos según el nomenclátor publicado por el INE.                            |

### Urbanización
| Gráfica de evolución demográfica de A Cabana (urbanización) entre 2000 y 2019 |
|                                                                               |
| Datos según el nomenclátor publicado por el INE.                              |